# Доманевице (гмина)
Доманевице (пол. Domaniewice) — сельская гмина (волость) в Польше, входит как административная единица в Ловичский повет, Лодзинское воеводство. Население — 4621 человек (на 2004 год).

## Сельские округа
1. Доманевице
2. Кремпа
3. Лисевице-Мале
4. Лисевице-Дуже
5. Речице
6. Рогузьно
7. Сапы
8. Скаратки
9. Скаратки-под-Ляс
10. Скаратки-под-Рогузьно
11. Строневице
12. Стшебешев

## Соседние гмины
1. Гмина Белявы
2. Гмина Гловно
3. Гмина Лович
4. Гмина Лышковице